# Arcivévodství
Arcivévodství, německy Erzherzogtum bylo vévodství v rámci Svaté říše římské, jež bylo právně fakticky rovnocenné s kurfiřtstvími.
Prakticky jediným historickým arcivévodstvím bylo Arcivévodství rakouské (německy Erzherzogtum Österreich), jeden z nejvýznamnějších územních celků Svaté říše římské, bylo předchůdcem Rakouského císařství. Přes 700 let své existence zvyšovalo průběžně svou kvalitu, z prvotního markrabství na okraji Říše, přes Vévodství rakouské, až po samostatné císařství. Středisko arcivévodství se svým hlavním sídlem ve Vídni se rozprostíralo na území dnešního rakouské spolkové zemi Dolní Rakousko a zahrnovalo také většinu dnešního Horního Rakouska.
Toho bylo dosaženo habsburským panovníkem Rudolfem IV. na základě podvrženého Privilegium maius, jež bylo roku 1453 uznáno císařem Fridrichem III. Habsburští princové se od té doby označovali jako Arcivévodové, čímž byl brán zřetel na vévodství známá také arcivévodství. Jako u kurfiřtství v de facto rovonocenném vévodství platila pro Rakousko primogenitura a územní nedělitelnost.